# 爛鬼樓巷
爛鬼樓巷（又稱：爛鬼樓新街、爛鬼樓）是一條位於澳門半島聖安多尼堂區西南邊的街道，它的東北端由果欄街起，沿途與玫瑰里和太平里相交，西南端至草堆街止並連接寶塔巷，街道全長約100米，闊約5米。爛鬼樓原是一座本名為「蘭桂樓」的建築，因為被火災燒至殘破而被呼為「爛鬼樓」；此一稱呼後來被澳葡當局用作街名。二戰時這裏曾是舊料地攤市場，20世紀中後期則演變為雜架店集中地。

## 名稱由來
「爛鬼樓」的歷史源由與一位名為楊若嚴的華僑有關：楊若嚴是一名富豪，他在19世紀中從美國來到澳門後，在今天的爛鬼樓巷與玫瑰里交界處建了一列西式樓房，並命其名為「蘭桂樓」，而面向玫瑰里的一邊則建有陽台（澳門人稱之為「騎樓」）；今天玫瑰里又被稱為「騎樓街」，便是因此而得名。由於中國人稱呼西洋的東西為「鬼」，而蘭桂樓是為西式建築，故蘭桂樓又被稱為「鬼樓」。

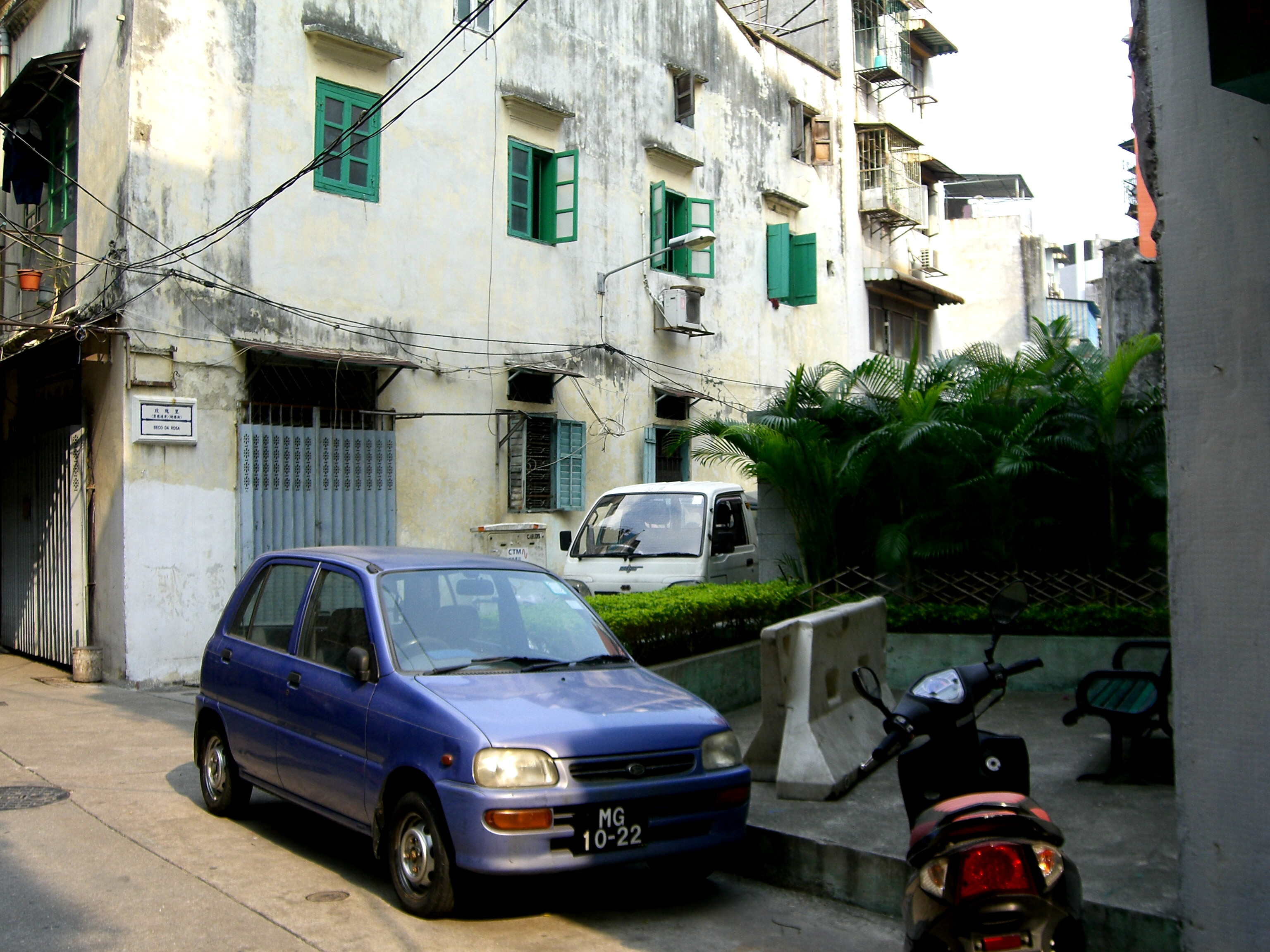
爛鬼樓巷與玫瑰里交界

及至楊若嚴返回美國，並將蘭桂樓出售。由於當時澳門的「賣豬仔」行業（把華人販賣出國充當勞工的行業）正值興盛，所以「豬仔館」紛紛在澳門設立，而蘭桂樓也便被一名經營賣豬仔的商家買下；這位商家名叫汪茂，是一位從馬來西亞來的華僑，專門經營把華工（豬仔）販賣至古巴哈瓦那的生意；汪茂買下蘭桂樓後便將其作為豬仔館，並把準備出國的「豬仔」都囚在這裏。後來一場大火把蘭桂樓焚燬，並燒死30多名「豬仔」，而火災後蘭桂樓也被荒廢，形成一片廢墟；由於澳門人習慣上把損毀的東西形容為「爛」，是故便把蘭桂樓的又稱「鬼樓」前面再配上個「爛」字，變成「爛鬼樓」；這一方面強調蘭桂樓的殘破，另一方面取其正名的諧音（粵語中「爛鬼」和「蘭桂」諧音）。
1869年7月26日澳葡政府有關當局刊憲命名街道時，便把蘭桂樓門前的街道命為今名。

## 舊料地攤

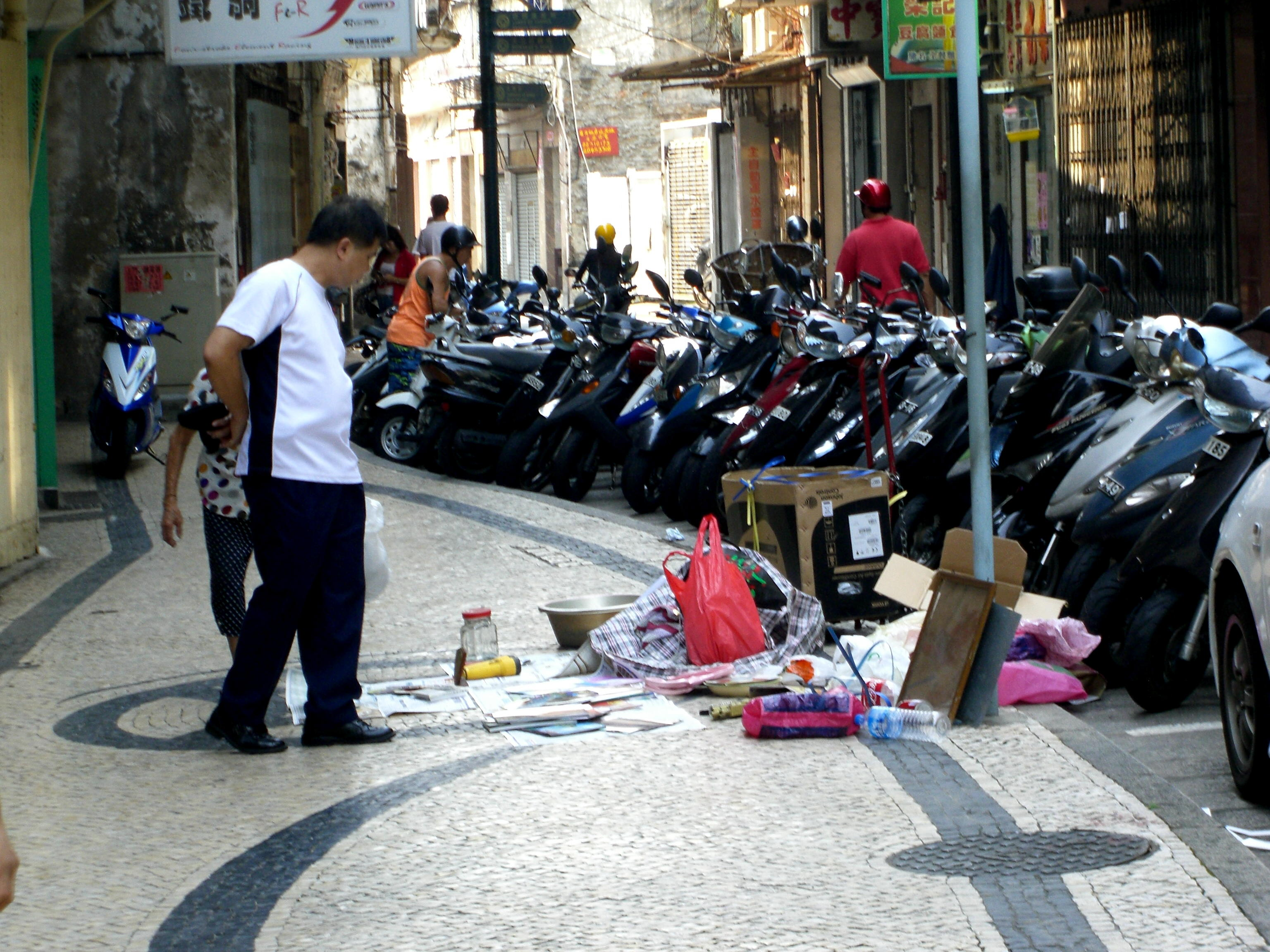
果欄街的舊料地攤，二戰時這類地攤曾集中在爛鬼樓巷

後來蘭桂樓被拆卸，變成一片曠地。每逢下午，曠地上便有地攤擺放，售賣舊料（老舊的物品）；至晚上舊料地攤收市後，又有食檔、說故事等前來這裏擺檔，是故當時的熱鬧場面並不乏。及至第二次世界大戰時（1939年－1945年），大量難民紛紛湧到澳門，當中有些為了取得金錢以解決日常生活，便把隨身的物品都拿去當鋪典押，如若物品在當鋪不受押，便會到爛鬼樓或新橋蓮溪新廟前擺地攤將之出售。爛鬼樓新街的舊料地攤，售賣的多為古董、字畫等名貴藝術品，貨品檔次比蓮溪新廟的地攤較高；由於當時擺地攤的人多為等錢應急，故售賣的價格也非常便宜，吸引了不少人前來參觀選購；而當時甚至有些識貨之士，每天清早便到爛鬼樓新街等地攤開市，務求搶先以低廉的價錢買進名貴的貨品；這也使爛鬼樓的舊料地攤更開得成行成市。
不過，也因為舊料地攤的興盛，再加上附近設有數家低級妓寨，使到爛鬼樓新街的品流更為複雜：相傳曾有三幫人馬盤踞在這條街道上，欲從這裏的舊料地攤中取得利益，故當時有人稱爛鬼樓的地攤市場為「三反市」。但隨着二戰結束，難民紛紛離開澳門，爛鬼樓的舊料地攤市場開始變得冷清。

## 古董雜架店集中地

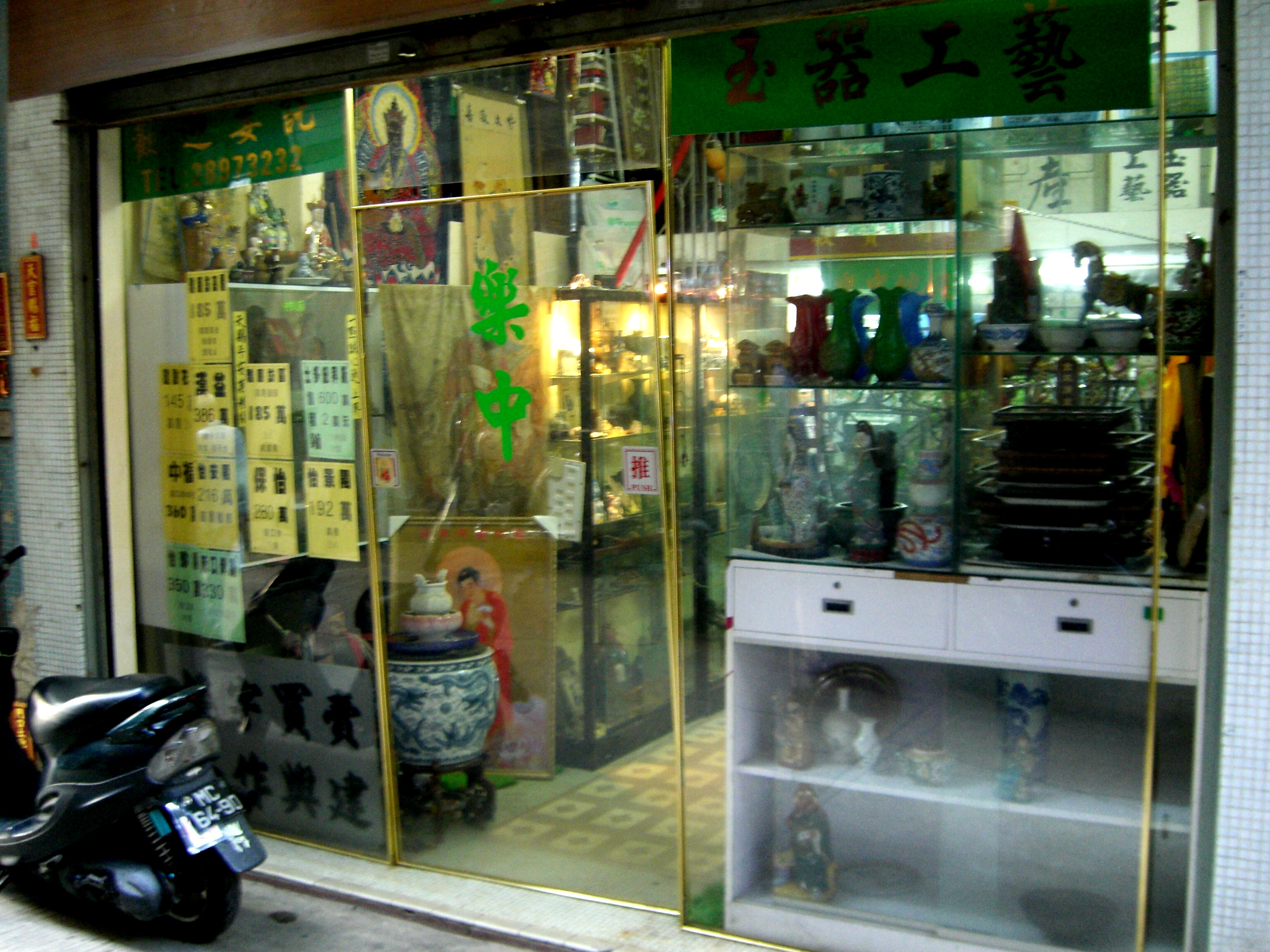
爛鬼樓巷的一家古董店

往後數十年間，爛鬼樓的曠地和部份舊樓陸續被拆，改建為住宅大廈；而部份原來的舊料地攤亦漸漸移至果欄街近關前正街處，但也有一些舊料地攤轉營為店鋪，在爛鬼樓巷的住宅大廈地下商鋪繼續經營，使爛鬼樓巷一度成為古董店、雜架店和懷舊收藏店的集中地，曾吸引到一些政要、收藏家等前來搜羅；在1990年代中期時，前香港總督彭定康也就曾經是這些店鋪的常客。不過，1997年發生的亞洲金融風暴，導致澳門往後數年的經濟不景氣，大部份在這裏的店鋪在此段期間陸續結業、轉營或搬遷，使爛鬼樓巷逐漸失去古董雜架集中的特色，至今在這裏繼續經營的古董雜架店鋪已所剩無幾。
澳門政府為重振這條街道，自2003年起，由中南區工商聯會與該區的草六坊會、果六坊會合作，舉辦名為「關前關後爛鬼樓」的嘉年華式活動，以刺激該街及其附近一帶的消費。2006年時，有關當局重整爛鬼樓及附近一帶的街道，在爛鬼樓巷增建綠化休憩區，美化街道；另外又在旅遊指南中把爛鬼樓註為購物點，引導遊客前往此一帶遊覽。

## 備註
1. ↑  玫瑰里（又名：聚龍通津、騎樓街），西北端由關前正街起，東南端在爛鬼樓巷連接太平里，全長約97米，平均闊約4米。命名於1869年7月26日。[參⁠ 19]
2. ↑   註:

- 上文提及的有關街道的長度與寬度如無特別註明均透過澳門地圖繪製暨地籍局發行的軟件——澳門地圖通 （页面存档备份，存于）的量度功能得出。

## 延伸閱讀
- . 澳門: 大眾報. 2007年9月30日: 第4頁 （葡萄牙语）.
- . 香港: 文匯報. 2007年8月10日. （原始内容存档于2013年4月28日）.

22°11′49.61″N 113°32′19.83″E / 22.1971139°N 113.5388417°E